# Arvid Moller
Arvid Moller, född 19 februari 1674 på godset Vorhoff nära Dorpat, död 6 april 1758 i Lund, var en svensk rättslärd.
Moller blev år 1691 student vid Dorpats universitet och år 1697 rektor vid Lyceum carolinum där. Vid ryssarnas intåg i Livland år 1700 upplöstes läroverket och Moller flydde till Narva. Han utnämndes år 1702 till juris et matheseos professor vid gymnasiet i Reval, en befattning han behöll fram till år 1710, då han åter tvingades på flykt och förde ett kringflackande liv fram till år 1717, då han utnämndes till professor i natur- och folkrätt samt moral vid Lunds universitet. Han var en framstående lärare och vetenskaplig författare och inte mindre än 56 akademiska avhandlingar utkom under hans presidium. Han fungerade som rektor för universitetet åren 1720, 1728 och 1741.
För att förbättra universitetets ekonomi anordnade Moller på 1730-talet ett lotteri, vilket inbringade en inte obetydlig summa. År 1743 avgick han med pension från professuren, vilken han överlämnade åt sin måg Johan Nelander. Under sin emeritustid utarbetade Moller en Kort beskrifning öfver Est- och Liffland (1756). För övrigt efterlämnade han några latinska tal samt i handskrift en samling skaldestycken på latin, svenska och tyska, vilka förvaras på Lunds universitetsbibliotek. Moller var även Inspektor för Smålands nation och även på denna post efterträddes han av Nelander.